# Socjologia ekonomiczna
Socjologia ekonomiczna – jedna z dziedzin socjologii. Jest to dyscyplina, która poprzez badania socjologiczne wyodrębnia cechy zjawisk ekonomicznych. Można wyróżnić wiele typów analiz w socjologii i ekonomii, dlatego też ważne jest, aby zobaczyć różnice teoretyczno-analityczne między nurtami tych dziedzin.
Socjologia ekonomiczna uważa, że znając różnice między nurtem socjologii i nurtem ekonomii, można znaleźć ich punkty pokrewne i przełamać wzajemną izolacje obu tych dyscyplin.  
Różnice między ujęciami ekonomicznymi i socjologicznymi według Witolda Morawskiego:
- Definicja aktora – w socjologii człowiek jest elementem społeczeństwa i jest on pod wpływem innych aktorów. Natomiast w ekonomii człowiek istnieje jako jednostka, ważne jest dążenie do kompromisu i uważa się, że człowiek jest zakorzeniony w systemie społeczno-kulturowym.

- Racjonalność działania – w socjologii człowiek uważa, że racjonalność działania zawsze od czegoś zależą między innymi od czynników: socjologicznych, psychologicznych oraz politycznych. Duże znaczenie ma dla nich władza oraz prestiż. Natomiast w ekonomii działania człowieka są racjonalne. Człowiek na własne zdanie i podejmuje decyzje na podstawie własnego wyboru.

- Pojmowanie wzajemnych związków ekonomii i społeczeństwa – socjologowie uważają ekonomie za część społeczeństwa i sposób działania społecznego. Ekonomiści natomiast uważają, że społeczeństwo jest czymś „danym”, nie wtrącają się w zarząd i najważniejsze decyzje pozostawiają elitom.

- Cele i metody analizy - socjologowie opisywali oraz badali zjawiska i samodzielnie tworzyli dane. Natomiast ekonomiści uważali swoją naukę za ścisłą. Tak jak to ujął Morawski „ekonomiści natomiast nastawiają się również na przewidywanie oraz posługują się metodami formalnymi”.

- Stosunki do tradycji – socjologowie (m.in. Marks, Durkheim, Weber, Schumpeter, Polanyi, Parsons i Smelser) korzystali stale i obficie z tradycji. Natomiast ekonomiści (m.in. Smith, Ricardo, Mill, Marshall i Keynes) cały czas tworzyli tradycje i starali się zdobywać nowe sukcesy.

Można również wspomnieć o postulacie zacierania granic między naukami. Morawski zgadzał się z ekonomistą Hirschmanem, który stwierdził, że bezsensowny jest spór między dyscyplinami i ważniejsze jest to, aby zacierać granice między nimi, w sposób taki, iż „problemy badawcze mogą więc narzucać ekonomistom konieczność uwzględnienia wymiaru socjologicznego. I odwrotnie”.